# Статива Олександр Феодосійович

Статива Олександр Феодосійович, 1930 рік

Статива Олександр Феодосійович (8 III 1898—10 III 1965) — український мистецтвознавець, художник і педагог, засновник і перший директор художньої школи Петриківського розпису.
Присвятив життя просвітницькій діяльності, навчав основам художньої творчості, відновив і зібрав бібліотеку для петриківчан,  організував народний театр, влаштовував виставки талановитих майстрів Петриківського живопису всеукраїнського та міжнародного рівня, згодом подарував колекцію кращих творів Музею декоративного мистецтва у Києво-Печерській Лаврі.

## Життєпис
Олександр (Олесь) Феодосійович Статива народився в сім'ї петриківського лікаря Феодосія Павловича і Марії Іванівни Стативи 8 березня 1898 року. Мав двох братів - Миколу та Олексія - і трьох сестер: Євдокію, Галину та Надію. Відчуття любові і краси, людяності і поваги до гуманістичних цінностей, притаманні сім'ї, кожен з них пронесе через усе життя, сповнене свіжого повітря вільної від рабства Петриківки. "Безпосереднім учителем, - напише О.Ф.Статива, - була і є чарівна українська природа з широкими ланами, з зеленими луками, з запашними гаями, з пишним цвітом квітів". "Село Петриківка має дуже цікаву історію, - пише Олександр Феодосійович. - Воно було засноване у 1772-му році внаслідок переселення козаків із запорізького селища Курилівка. Після ліквідації Запорізької Січі Петриківка стала “казенною, державною” слободою. Завдяки цьому її жителі не зазнали кріпацької неволі, що, безумовно, сприяло розвиткові народної творчості".
У травні 1913 року, закінчивши училище в Петриківці, Олесь вступає до Миргородського художнього училища, де серед викладачів зустрічає Опанаса Георгійовича Сластіона - видатного етнографа, митця романтично-народницького напряму, який мав великий вплив на формування світогляду Олександра. У 1917 році, повернувшись до Петриківки, працює одночасно у трьох петриківських школах (міністерській,  земській і вищій) вчителем креслення і малювання. Волелюбність, відчуття краси і вміння вносити її у повсякденність, створювати чудовий світ навколо себе, втілені у Петриківському малярстві, переносяться на папір і стають предметом вивчення. О.Ф.Статива допомагає обдарованим учням знайти власний стиль, спрямовує талант у русло розпізнавання краси оточуючої природи і вміння її художньо відтворити, передати почуття любові до рідної землі і радості людського життя.
Водночас він починає створювати колекцію творів талановитих митців Петриківського розпису та збирає рідкісні листівки майстрів європейського живопису, що стане основою його майбутнього мистецтвознавчого колекціонування.
Олександр Статива відновлює Петриківську бібліотеку, стає першим її завідувачем. "Петриківська райбібліотека була центром ліквідації неписемності,…озброювала жінок потрібними медичними знаннями,…було створено курси підготовки агрономів,…для керівників різних галузей діяльності проводились семінари - з глибоким вивченням галузевої літератури, взаємообміном, практикою в роботі,…найтісніші зв'язки бібліотека вела із школою, училищем - повністю було відновлено заняття в школах, із числа молоді, яка мала певну освіту, на короткочасних курсах готували вчителів, працівників культури, агро-, зоотехніків…Бібліотека була хатою-читальнею і забезпечувала клуб матеріалами для драматичного і хорового гуртків."   Значну частину книжок О.Ф.Статива дарує з власної бібліотеки, художньо оформлює фонд книгозбірні, сформований місцевим краєзнавчим музеєм, створює народний театр.

### Вчителювання
У 1921 році Олександр Статива вступає до Одеського художнього інституту. З 1923 по 1925 рік працює у дитячому будинку та школі залізничників Катеринослава. Повернувшись до Петриківки, продовжує вчителювати, у 1928 році організовує артіль художньої вишивки "Вільна селянка".
Працював на посаді завуча Катеринославського художнього технікума 1934 року. Вертається до Петриківки, 1935 року його колекція творів петриківських майстрів становить вже понад триста робіт.
"Влітку 1935 року автор цих рядків довідався про те, що в Києві організується республіканська виставка народного мистецтва, - пише О.Ф.Статива. - Виставочний комітет звертався з проханням до всіх майстрів народної творчості, до сільської інтелігенції сприяти цій справі. Тоді я надіслав до Державного музею українського мистецтва 100 зразків петриківського розпису.
Я зрозумів, що в столиці звернули увагу на численні роботи петриківських майстрів, зібрані мною протягом 20 років, і негайно сповістив виставочний комітет про те, що всі петриківські майстри працюють в різних колгоспах. Невдовзі я одержав телеграму з проханням привезти петриківських жінок-художниць або сприяти їхньому виїзду в Київ на тимчасову роботу.
На початку жовтня 1935 року я зібрав усіх трьох: Тетяну Якимівну Пату, Надію Аврамівну Білокінь і Галину Іванівну Павленко — і відправив їх до Києва. Через місяць до столиці запросили ще двох жінок-петриківчанок: Ярину Уліянівну Пилипенко та Ганну Кіндратівну Пилипенко.
За участь у першій виставці народного мистецтва України Н. А. Білокінь. Т. Я. Пату, Г. І. Павленко, Я. У. Пилипенко і Г. К. Пилипенко було нагороджено грамотами і дипломами І ступеня, а в 1936 році, після Декади українського мистецтва і Першої республіканської виставки народної творчості, їм усім було присвоєно почесне звання майстра народної творчості.
За постановою Уряду УРСР у вересні 1936 року в Петриківці було відкрито школу для підготовки майстрів декоративного малювання. Перший набір учнів до цього навчального закладу зробив автор цієї роботи."
Школа розпочала свою роботу 1 грудня 1936 року. Вік учнів був від 15 до 40 років, стипендія 100 карбованців на місяць. Олександр Статива запросив навчатись у школі і Марфу Тимченко, в майбутньому видатного майстра, народного художника України.
"О.Ф.Статива був добрим, грамотним вчителем, - пише вона. - Діти його дуже любили. Він водив нас до Т.Я.Пати на екскурсїю, водив до своєї домівки, де було багато експонатів петриківського розпису старих майстрів, рушники, кераміка, ткацтво. О.Ф.Статива любив організовувати екскурсії в м.Дніпропетровськ по музеях, театрах, цирку. О.Ф.Статива був завжди гарно одягнений у чорний костюм, вишиту сорочку, чорну шляпу. Він мені допоміг стати майстринею петриківського розпису, за що я йому дуже вдячна''.
О.Ф.Статива був душею школи. Як згадує Галина Завгородня-Прудникова, Олександр Статива був «людиною гостинною, уважною, перед святом обов'язково привітає листівкою. Любив пісні, вишивку, красу… І от одного разу його запросили реставрувати ікони у Білій Церкві. Ще до війни, разом з Лісним Андроном. Атеїстична влада цього йому не простила. Репресивний апарат спрацював – і не стало Андрона Лісного."
У 1937 році внаслідок доносу Олександра Стативу заарештовують. Він не підписав самооговір навіть в тортурах, зміг зберегти в собі людину.

### Переїзд до Києва
Після виходу на волю Олександр Статива знов вчителює, а вечори присвячує виставам створеного ним народного театра. Опинившись у Дрогобичі після втечі з фашистського полону, працює актором та декоратором у Дрогобицькому драматичному театрі. Незабаром переїздить до Києва, стає художником-методистом образотворчого мистецтва у Київському будинку народної творчості, з 1954 працює у Міністерстві культури України, пише статті і видає книги, підтримує тісні зв'язки з петриківськими і київськими художниками та мистецтвознавцями.
Одружується, останні роки мешкає поряд з сестрою Надією у центрі Києва, молодша дочка якої - Ніколаєва Тамара - стає художником, мистецтвознавцем, етнографом, продовжуючи просвітницьку справу Олександра Феодосійовича Стативи. Тамара Олександрівна з теплотою і вдячністю згадує: "Світ, який створював навколо себе дядя Шура - навіть у своїй маленькій кімнаті, до якої я майже кожного дня забігала після школи - це було справжнє диво, немовби то двері  до таємничих скарбів, світу краси і натхнення. Приходячи до нас, він готував кожного разу щось чудове - маленький спектакль, якусь невеличку сценку, читав вірші, приносив щось цікаве саме для тебе - книги, журнали, картини, день за днем - щойно створені найтонші орнаменти - вишукані сторінки його майбутньої книги 'Орнамент', яка веде в світ мистецтва легко, як промінь сонця… Кожна зустріч з ним дарувала  відчуття наближення до справжнього дива - чи то його колекція листівок з творами європейських майстрів живопису, старовинні ікони та книги, картини, пензлики та олівці, завжди гостро наточені немов щоб саме у цю мить створити яскраве сповнене щастя життя на папірці  - і його нескінченна м'якість у ставленні до людини, уважність до творчих захоплень та розвитку найкращих її здатностей, доброзичливість і бажання зробити оточуючий світ затишним і сповненим краси, творчості, любові…"
Син Світлани - старшої дочки сестри О.Ф.Стативи Надії - Олександр Шумилов - філософ, автор книги "Містичний ключ до України".

## Вшанування пам'яті
Музей Петриківського розпису в приміщенні середньої школи Петриківки носить ім'я Олександра Стативи.
https://www.amazon.com/dp/B07BTDQ6MC